# Катаколон
Ката́коло (греч. Κατάκολον ή Κατάκολο) — деревня в Греции, на западе полуострова Пелопоннеса. Расположен на высоте 5 метров над уровнем моря на западе одноимённого мыса в северной части залива Кипарисиакоса Ионического моря, в 13 километрах к западу от Пиргоса, в 27 километрах к западу от Древней Олимпии, в 215 километрах к западу от Афин. Входит в общину (дим) Пиргос в периферийной единице Элиде в периферии Западной Греции. Согласно переписи 2011 года в деревне насчитывалось 509 жителей.
Мыс Катаколон разделяет заливы Хелонитис и Кипарисиакос. Деревня служит торговым портом, гаванью Пиргоса. В деревне находятся управление порта и здание таможни.

## История
В древности мыс назывался Ихтис (Ихтий, др.-греч. Ἰχθύς), «Рыба». В районе деревни Айос-Андреас, к северу от Катаколона на берегу реки Иарданос (Иардан) находился древний порт Фея (Φέα, также Феи, Φεαί). На месте акрополя Феи существовала византийская крепость, в период франкократии был построен замок Бовуар (фр. Beauvoir) или Бельведер (итал. Belvedere), известный в период османского владычества как Пондикокастро (Ποντικόκαστρο).
Порт основан в конце XIX века. Отсюда вывозили произведённые на Пелопоннесе коринка, апельсины и виноград в Италию.

## Маяк на Катаколоне
На южной оконечности мыса расположен маяк, построенный в 1869 году и перевооружённый в 1946 году. В 1967—1968 годах черепичная крыша заменена железобетонной плитой. Маяк возвышается на 45 метров над уровнем моря.

## Транспорт
Станция «Катаколон» обслуживает железнодорожную линию Катаколон — Олимпия.

## Сообщество Катаколон
Сообщество Катаколон создано в 1912 году (ΦΕΚ 256Α).
В местное сообщество Катаколон входит деревня Айос-Андреас. Население 513 жителей по переписи 2011 года. Площадь 3,747 квадратных километров.
| Населённый пункт | Население (2011), человек |
| ---------------- | ------------------------- |
| Айос-Андреас     | 4                         |
| Катаколон        | 509                       |

## Население
| Год  | Население, человек |
| ---- | ------------------ |
| 1991 | 570                |
| 2001 | 600                |
| 2011 | ↘ 509              |